# Almeria Carpenter
Almeria Carpenter, född 1752, död 1809, var en engelsk mätress.
Hon blev uppmärksammad för det förhållande hon hade med prins Vilhelm Henrik, hertig av Gloucester och Edinburgh, mellan 1780 och 1805. 
Hon anställdes som hovdam åt prinsens maka Maria Walpole, och hennes förhållande med prinsen var känt från 1782 och framåt. Hon bodde tillsammans med prinsparet, officiellt som hovdam, och agerade värdinna vid många av hans bjudningar.